# Leptogaster intima
Leptogaster intima là một loài ruồi trong họ Asilidae. Leptogaster intima được Williston miêu tả năm 1901. Loài này phân bố ở vùng Tân nhiệt đới.